# Бюсе-ле-Трав
Бюсе́-ле-Трав (фр. Bucey-lès-Traves) — коммуна во Франции, находится в регионе Франш-Конте. Департамент — Верхняя Сона. Входит в состав кантона Се-сюр-Сон-э-Сент-Альбен. Округ коммуны — Везуль.
Код INSEE коммуны — 70105.

## География

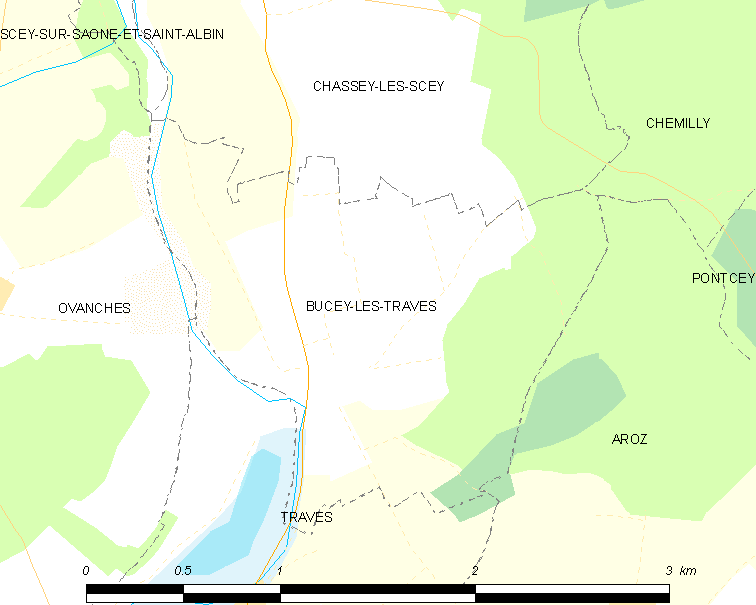
Карта коммуны

Коммуна расположена приблизительно в 310 км к юго-востоку от Парижа, в 45 км севернее Безансона, в 13 км к западу от Везуля.
Вдоль западной границы коммуны протекает река Сона.

## Население
Население коммуны на 2010 год составляло 103 человека.
| 1962 | 1968 | 1975 | 1982 | 1990 | 1999 | 2010 |
| ---- | ---- | ---- | ---- | ---- | ---- | ---- |
| 63   | 71   | 56   | 85   | 101  | 78   | 103  |

## Экономика
В 2010 году среди 71 человека трудоспособного возраста (15—64 лет) 49 были экономически активными, 22 — неактивными (показатель активности — 69,0 %, в 1999 году было 66,7 %). Из 49 активных жителей работали 46 человек (25 мужчин и 21 женщина), безработных было 3 (2 мужчины и 1 женщина). Среди 22 неактивных 8 человек были учениками или студентами, 8 — пенсионерами, 6 были неактивными по другим причинам.